# Wuhan Iron and Steel
Wuhan Iron and Steel (Group) Corp. (chinesisch 武汉钢铁（集团）公司, Pinyin Wǔhàn gāngtiě (jítuán) gōngsī), kurz Wuhan Iron and Steel oder WISCO, ist ein chinesisches Unternehmen der Stahlerzeugung mit Firmensitz in Wuhan. Das Unternehmen war im Aktienindex SSE 50 gelistet.
Die Firma wurde 1958 in Qingshan gegründet und war der erste große Eisen- und Stahlerzeugungskomplex in China. 2015 produzierte das Unternehmen 25,78 Millionen Tonnen Eisen und Stahl.
2016 kündigte die ebenfalls staatseigene Baosteel-Gruppe die Übernahme von Wuhan Iron and Steel an, wodurch der Gesamtkonzern China Baowu Steel Group zum weltweit zweitgrößten Stahlkonzern hinter ArcelorMittal wurde.